# Baló György
Baló György (Budapest, 1947. június 14. – Budapest, 2019. március 18.) Balázs Béla-díjas magyar újságíró, televíziós személyiség, a Magyar Televízió kulturális igazgatója.

## Fiatalkora
18 éves koráig az ifjúsági vízilabda-válogatott kerettagja volt.

## Tanulmányai
1965-ben érettségizett orosz tagozaton, majd felvették az Eötvös Loránd Tudományegyetem Bölcsészettudományi Karának angol–német szakára, ahol 1970-ben szerzett bölcsész diplomát.

## Televíziós pályafutása
Diplomájának megszerzése után az MTV Híradójánál kezdett el dolgozni, előbb gyakornokként, majd szerkesztő-műsorvezetőként. 1975-től az MTV külpolitikai szerkesztőségének munkatársa, később a szerkesztőség helyettes vezetője lett. Ebben az időszakban többek között a Panoráma, a Stúdió és a Hírháttér szerkesztő-műsorvezetője is volt, valamint a Mozgó Világnál is dolgozott.
1989 és 1990 között az MTV 2-es csatorna igazgatója és a televízió választási irodájának vezetője, majd 1991-ig a Napzárta főszerkesztője volt. 1992-től a Krétakör című műsor főszerkesztője, emellett 1994-ben a Drót kábeltelevízión terjesztett heti hírmagazin társalapítójaként is működött.
Az 1990-es években Lipovecz Ivánnal több alkalommal kiadták a Tények könyve c. kötetet.
1995-ben rövid ideig a magánszférába ment: egy magyar, majd külföldi többségi tulajdonú kft. ügyvezetője volt. 1997-ben az újonnan megalakítandó országos földi adású kereskedelmi televíziós frekvenciákra kiírt pályázaton induló Első Magyar Kereskedelmi Televízió Rt. vezérigazgatója volt (mely az Írisz TV nevű csatornát működtette volna, de alulmaradt a tőkeerősebb RTL Klubot és TV2-t működtető társaságok mögött). 1997-től mégis a kereskedelmi televíziózásba ment, a TV3 műholdas országos kereskedelmi csatorna vezérigazgatója volt annak 2000-es megszűnéséig, 1998–1999 között az Esti gyors című műsort vezette.
2000-ben visszatért a Magyar Televízióhoz, szerződéses műsorkészítőként dolgozott, működése során az Aktuális és a Záróra című műsorok készítésében vett részt. 2002-2005 között a Magyar Televízió kulturális igazgatója, ezen kívül 2002–2003-ban A Hét című heti közéleti műsor főszerkesztője, majd 2005 és 2007 között Az Este, majd A Szólás Szabadsága című közéleti-politikai háttérműsoroknak, ill. a Kedd 21 nevű közéleti vitaműsornak dolgozott.
A közszolgálati televízió több pályázatán a csatorna elnöki posztjára is pályázott. Mindkét alkalommal megkapta a kuratóriumi elnökség támogatását, de ez a civil kurátorokkal kiegészített testület egy alkalommal sem választotta meg.
2008-ban a pekingi olimpia idejére a sportszerkesztőségnek dolgozott, közvetítette a megnyitó ünnepséget, riportokat készített és az átkötő részeken konferált.
Habár külön élt feleségétől, Morvai Krisztinától, a Magyar Televízió mégis úgy döntött, hogy nem vezetheti a 2009-es EU-választási műsort, mert Morvai Krisztina a Jobbik Magyarországért Mozgalom listavezetőjeként érintett volt a választási versenyben.
Utolsó politikai műsora Kassza címmel futott 2010 elején. 2010 júniusától nem került képernyőre. 2012. január 13-án távozott az MTV-től. 2015-től az RTL-nél műsort kapott Magyarul Balóval címmel.
2019. január 7-én este bejelentette hogy saját kérésére a műsor másnaptól felfüggesztésre kerül. Indoklása szerint pihenésre és orvosi kezelésre volt szüksége.
2019. március 18-án hosszú betegség után (hasnyálmirigyrákban szenvedett) Budapesten elhunyt. Március 30-án helyezték végső nyugalomra a Farkasréti temetőben.

## Rádiós tevékenysége
2009. augusztus 3-tól 2009. december 31-ig a Magyar Rádió (MR) Kossuth adóján a 180 perc című reggeli műsort vezette felváltva Rábai Balázzsal.
2012. október 8-tól a Neston internetes rádión vezetett „Baló világ” címmel délelőtti műsort.

## Társadalmi tevékenysége
1986-ban a Magyar Film- és TV Művészeti Szövetség társelnökévé választották, mely posztot 1989-ig viselte. Ekkor lett rövid időre a Magyar Újságírók Szövetségének elnöke. 1988-ban az Új Márciusi Front alapító tagja volt.
1982 és 1988 között, illetve 2003-ban az INPUT (International Public TV) elnökségi tagja volt, mely szervezet a köztelevíziók nemzetközi ernyőszervezete. Zsűrielnök, illetve zsűritag volt több nemzetközi televíziós fesztiválon (Prix Italia, Banff, Berlin).
Televíziós tevékenysége mellett oktatott is, többek között az ELTE Szociológiai Intézetében, ahol posztgraduális képzésben tanított televíziós menedzsmentet, illetve előadások tartott amerikai egyetemeken a German Marshall Fund szervezésében.

## Családja
Édesapja, Baló László (1908–1987) 1963 és 1975 között a vasárnaponként megjelenő Hétfői Hírek című lap főszerkesztője, Baló György szerint „korának kimagaslóan legjobb lapszerkesztője volt”. Édesanyja Pongrácz Zsuzsa (1919–2022) író, újságíró volt.
Harmadik felesége (2011-ig) Morvai Krisztina büntetőjogász, az ELTE Állam- és Jogtudományi Karának docense, aki a 2009-es európai parlamenti választáson a Jobbik Magyarországért Mozgalom listájának vezetőjeként EP-képviselői mandátumot szerzett. Három gyermek édesapja. Húga, Baló Júlia szintén televíziós újságíró, öccse Baló István dzsesszdobos. Lányai Vera és Sára.

## Díjai, elismerései
- Rózsa Ferenc-díj (1982)
- Balázs Béla-díj (1988)
- Joseph Pulitzer-emlékdíj (1991)
- Prima Primissima díj (2017)[15]
- Hégető Honorka-díj posztumusz (2019)[16]
- Budapest II. kerületének díszpolgára (2025) (posztumusz) [17]

## Filmjei
- Ecseri tekercsek – filmfelvételek az 1956-os forradalom napjaiból (kisjátékfilm, 2005, riporter)
- 1 pohár nem számít (oktatófilm, 1977. társ-forgatókönyvíró Medveczky Lászlóval)

## Könyvei
- Foglalkozásunk: sportriporter (társszerző) (1979)
- Kilenc beszélgetés a 80-as évekből; riporter Baló György; Múzsák, Budapest, 1988 (Mozgó világ)
- A helyzet; sajtóösszeállítás szerk. Tellér Gyula, összeáll. Baló György, szerk. Bognár Róbert; Múzsák, Budapest, 1988 (Mozgó Világ)
- Tények utazóknak, 1988; szerk. Baló György, Lipovecz Iván; Computerworld Informatika Kft., Budapest, 1988
- "A reformhoz kötöttem sorsomat". Nyers Rezsővel beszélget Baló György és Domány András; Alföldi Nyomda, Debrecen, 1989

## Emlékezete
2020. január 8-án az RTL Klub Baló Györgyről nevezte el hírstúdióját és egy emléktáblát is avattak a tiszteletére.